# Курчалоевская соборная мечеть
Курчалоевская соборная мечеть имени Кунта-Хаджи Кишиева — главная мечеть города Курчалоя Чеченской Республики располагается в центральной исторической части города. В мечети одновременно могут молиться до 5000 верующих, является одним из символов города.

## История
Основателем старой мечети в Курчалое являлся Шейх Кунта-Хаджи Кишиев (1796—1867). Согласно краеведам первая старая мечеть Курчалоя была возведена примерно в 1840-х годах. Мечеть была первоначально маленьким молитвенным домом. Затем несколько раз расширялась и перестраивалась.
По состоянию на 1883 год в селе Курчалой насчитывалось 12 мечетей, основанная главная джума-мечеть и 11 квартальных.
В 2007 году президент Чеченской Республики Рамзан Кадыров инициировал крупномасштабную реконструкцию мечети. В 2008 году началось строительство новой мечети, старое здание было разобрано. Вскоре произошла закладка первого камня в основание новой соборной мечети, камни из фундамента старой мечети были заложены в основание будущей. Строительством занималась турецкая компания, которая сдала проект в октябре 2009 года. Открытие центральной мечети Курчалоя состоялось 5 октября 2009 года.

## Архитектура
Архитектура мечети сочетает в себе два стиля — классический османский и византийский.
Курчалоевская мечеть ориентирована в сторону главной святыни мусульман мечеть аль-Харам (заповедная мечеть).
В основание здания для укрепления конструкций были вбиты сваи. Мечеть украшают четырнадцать малых куполов, в центре которых, в окружении четырёх полукуполов, возвышаться купол высотой более двадцати метров.
Мечеть венчает главный большой купол высотой более двадцати и диаметром 15,5 метров. Общая площадь мечети составляет около 1800 м². С северной стороны к главному зданию примыкает летняя галерея площадью 180 квадратных метров с классической формой шадырвана. В западной стороне мечети возвышается дом для омовения, примечателен своей необычной архитектурой, отделанный внутри мрамором. Все это дополняют четыре 47-метровых минарета, четыре минарета мечети имеют по два балкона. В ней одновременно могут молиться до пяти тысяч верующих. Центральный вход в мечеть украшен надписью — изречением Шейха Кунта-Хаджи. Наружные и внутренние стены мечети отделаны мрамором — травертином, а интерьер декорирован белым мрамором. Внутри сделан на уровне второго этажа п образный балкон. Внутри и снаружи росписью мечети занимались турецкие мастера. Стены, потолки и купол изнутри расписаны аятами из Корана. В мечети установлены большие подвесные люстры которые украшены кристаллами Swarovski.

## Галерея

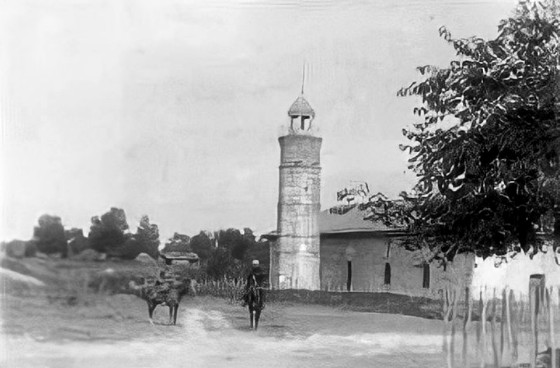
Старая мечеть в с. Курчалой, 1880-е - начало 1890-х
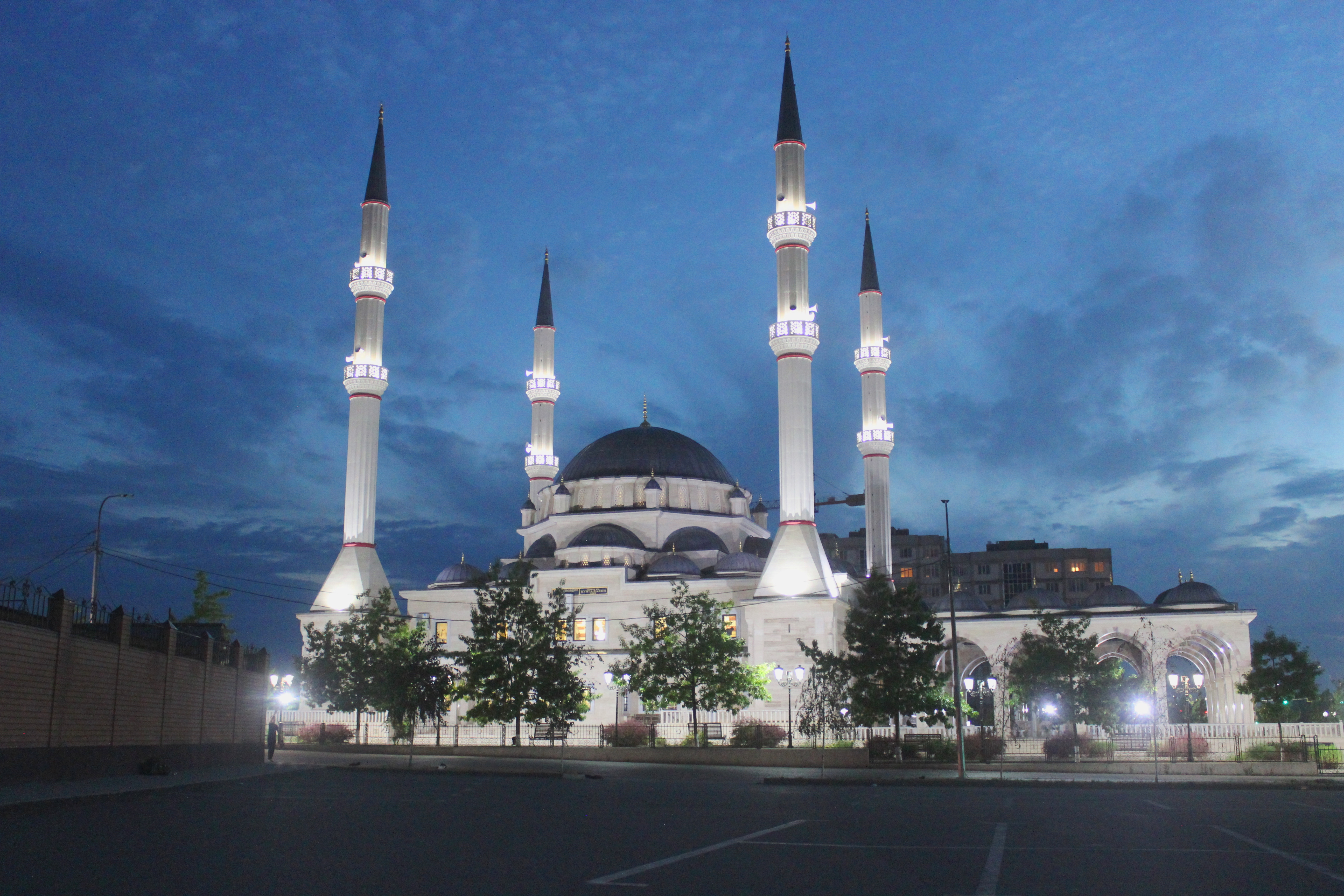
Курчалоевская джума-мечеть
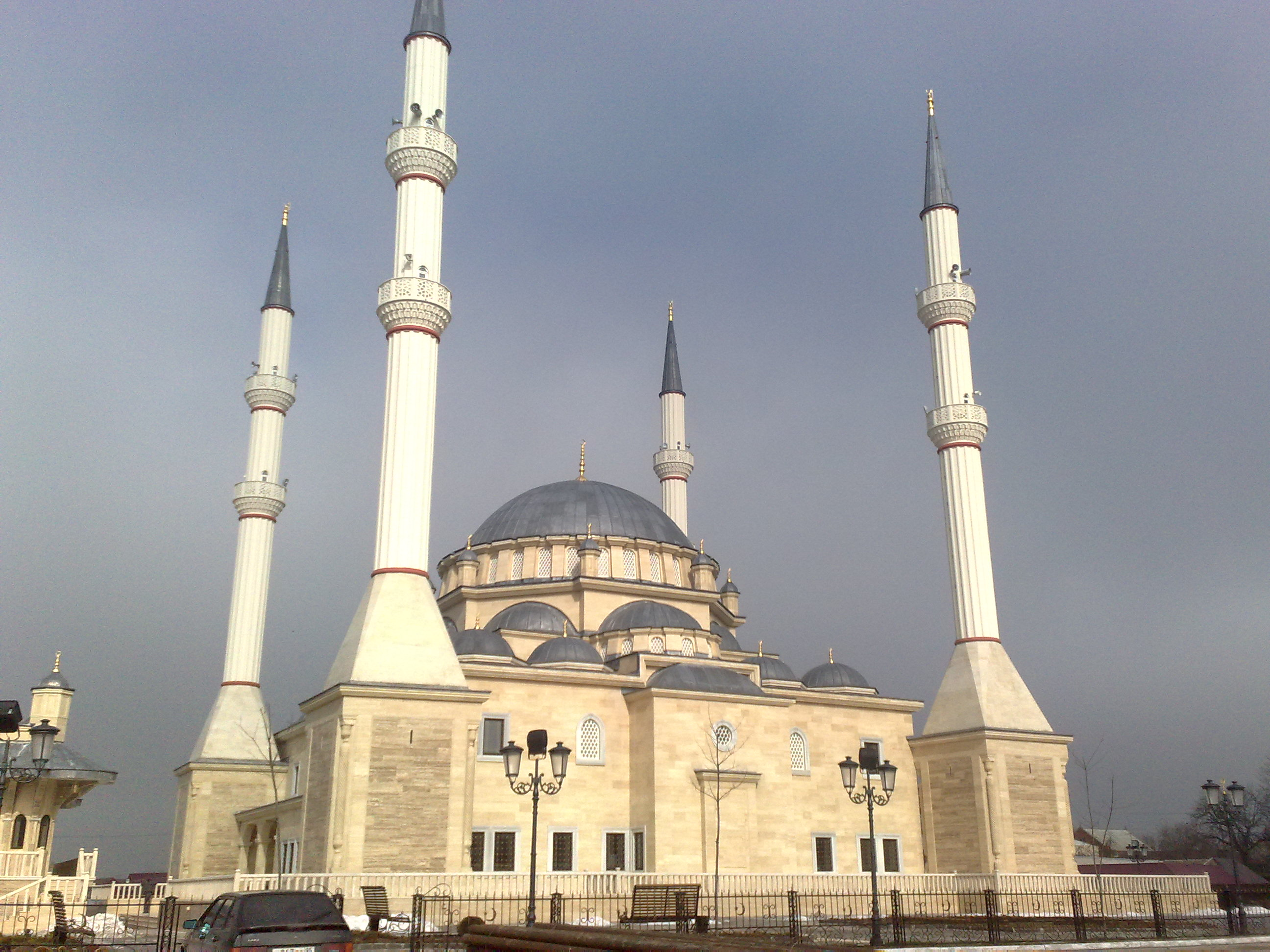
Мечеть после открытия
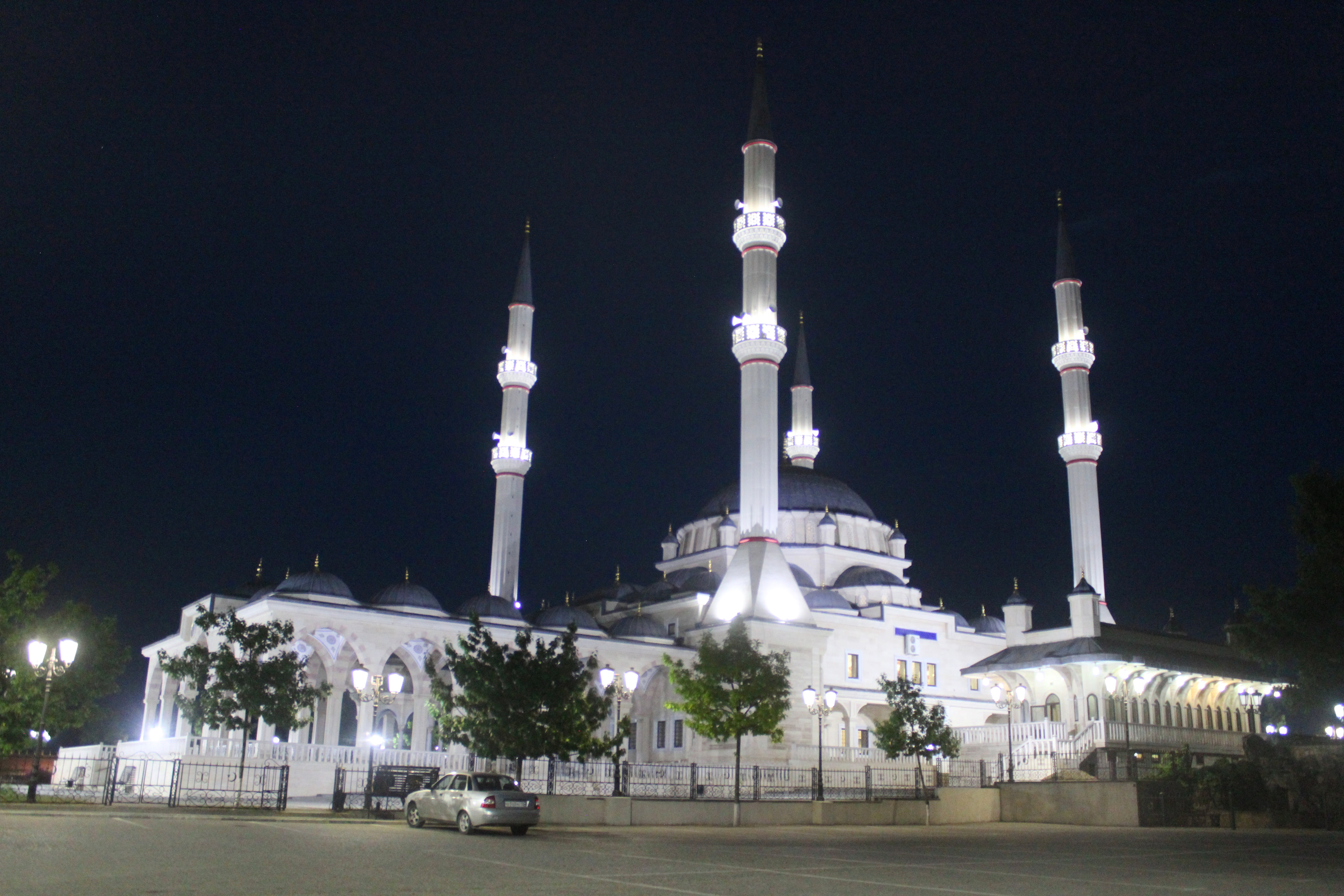
Справа дом для омовения
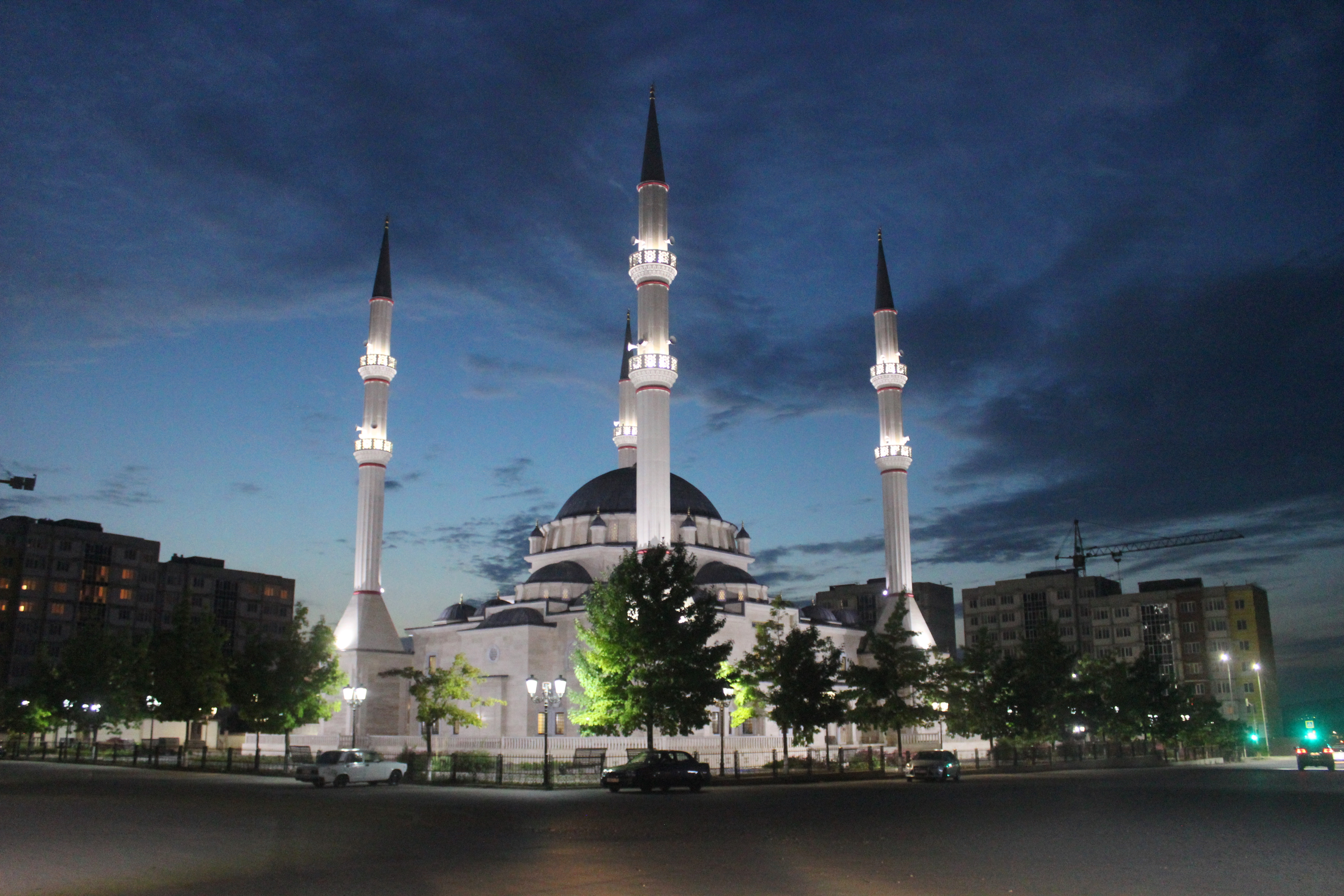
Вид на мечеть с улицы Магомеда Шатаева
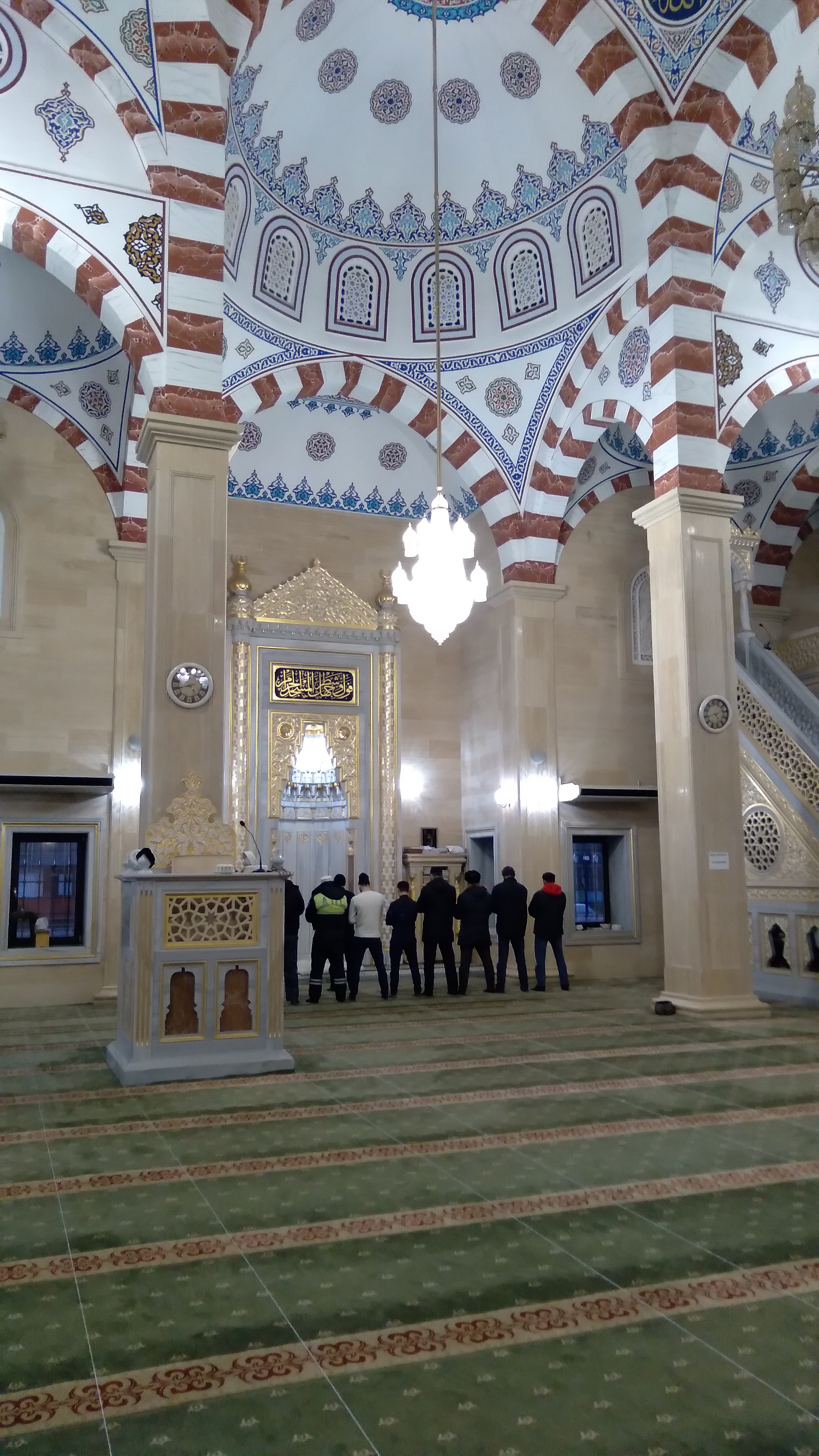
Внутренне убранство мечети
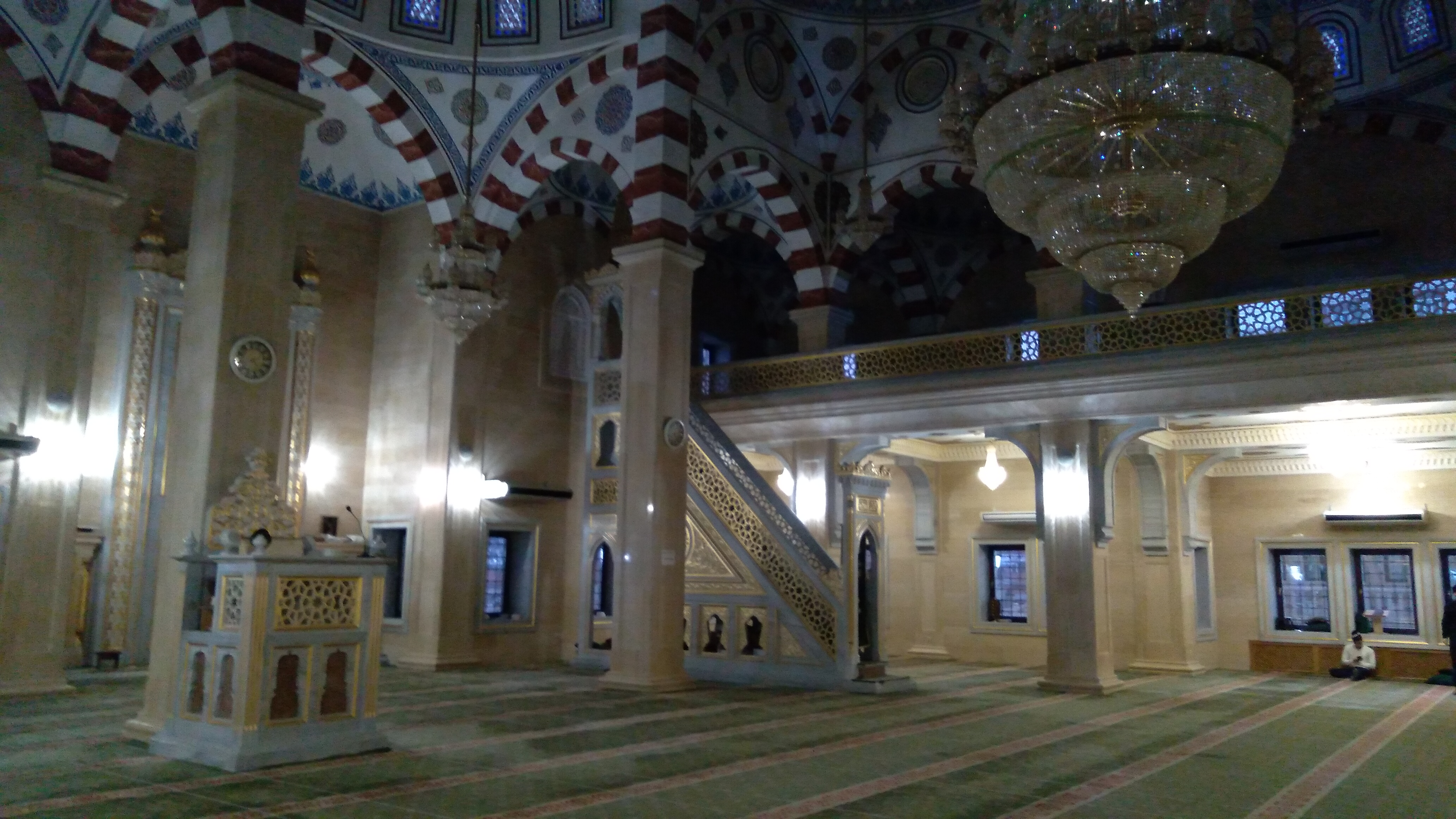
Минбар, трибуна имама
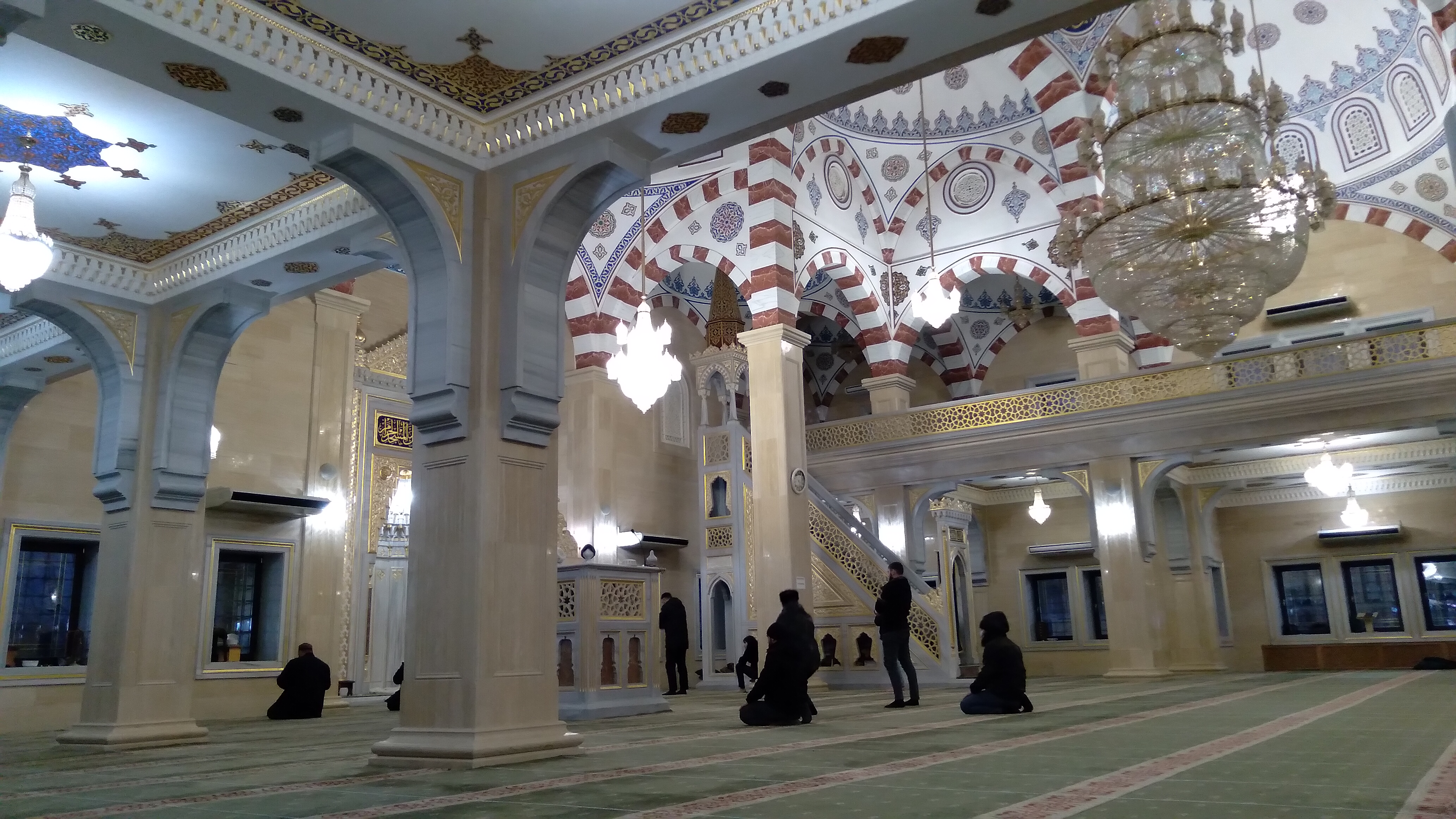
Большая люстра под центральным куполом
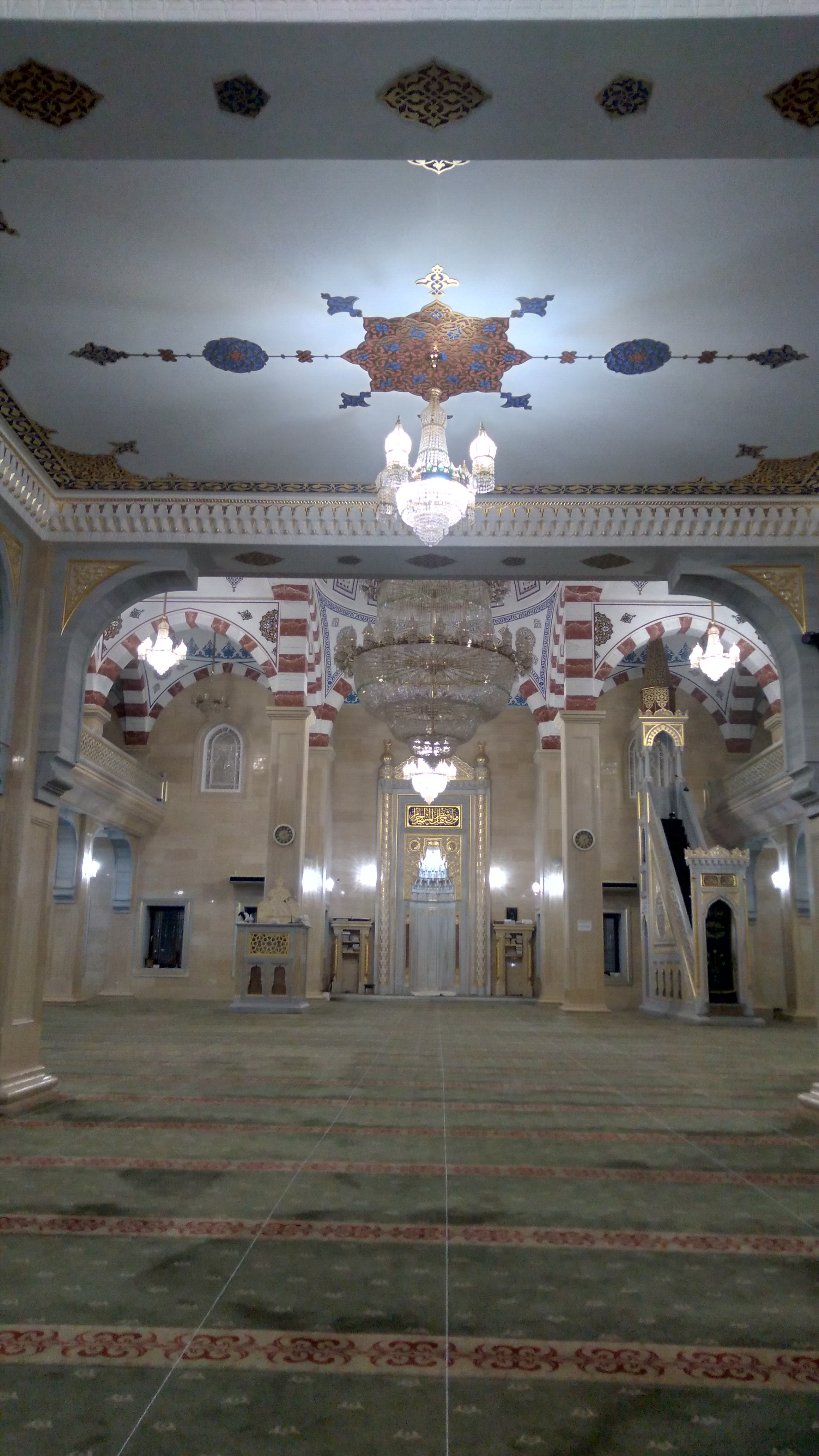
Михраб указывает направление на Мекку (киблу)